# VL Sääski II
Sääski II (myggan) är ett finsktillverkat dubbeldäckat flygplan.
Flygplanet konstruerades av Kurt W. Berger och A. Nieminen och blev det första finska flygplan som producerades i en längre serie. Den första prototypen flög år 1928 och Finlands flygvapen använde modellen från 1929 till 1943. 
Flygplanet var byggt i en fackverkskonstruktion av trä där delar av kroppen täcktes med faner. Det fasta landstället kunde växlas mellan hjul, skidor och flottörer beroende på årstid. Under fenan var en fast fjädrande sporre monterad.  
Flygkroppen var utrustad med två öppna sittbrunnar placerade i tandem där den främre platsen var rakt under övervingen medan den bakre platsen var belägen strax bakom vingen.
Totalt tillverkades 34 Sääskiflygplan för det finska flygvapnet samt fem flygplan som såldes på den civila marknaden. Ett av de civila flygplanen köptes av den norska  piloten Gidsken Jakobsen.